# Polvo inteligente
El polvo inteligente (en inglés, smartdust) es una hipotética red inalámbrica de minúsculos sensores microelectromecánicos (MEMS), robots o dispositivos que pueden detectar señales de luz, temperatura, vibraciones, etc. 
Los dispositivos también se llaman motas (motes en inglés: de remote sensing) y se trabaja en disminuir su tamaño hasta el de un grano de arena, o incluso de una partícula de polvo. Imaginariamente cada dispositivo contiene sensores, circuitos que computan, tecnología de comunicaciones sin hilos bidireccional y una fuente de alimentación. Las motas recopilarían datos, realizarían cómputos y se comunicarían por radio con otros en distancias que se acercan a 300 metros (1000 pies).
Cuando están muy juntos o apiñados, crean automáticamente redes altamente flexibles, de baja potencia con usos que se extienden desde sistemas de control del Clima a dispositivos de entretenimiento que trabajan conjuntamente con aparatos de gestión de información específica como un PDA o un iPod.
El concepto de Smartdust fue introducido por Kristofer Pister (Universidad de California) en 2001¹. Una revisión² reciente discute varias maneras para llevar las redes de polvo inteligente desde dimensiones del milímetro al nivel del micrómetro, aunque hasta la fecha aun no existen.

## Usos
Un ejemplo imaginario de uso sería dispersando cientos de estos sensores alrededor de un edificio o un hospital para supervisar temperatura, humedad o para informar desastres tales como terremotos. También podrían ser utilizados para seguir los movimientos de los pacientes. 
Para los militares pueden funcionar como sensores a distancia para controlar los movimientos enemigos, detectar gas venenoso o radiactividad. Estos dispositivos podrían despertar preocupaciones sobre la factibilidad de que gobiernos y corporaciones los usen para la invasión de la vida privada.